# 東京都道446号長後赤塚線

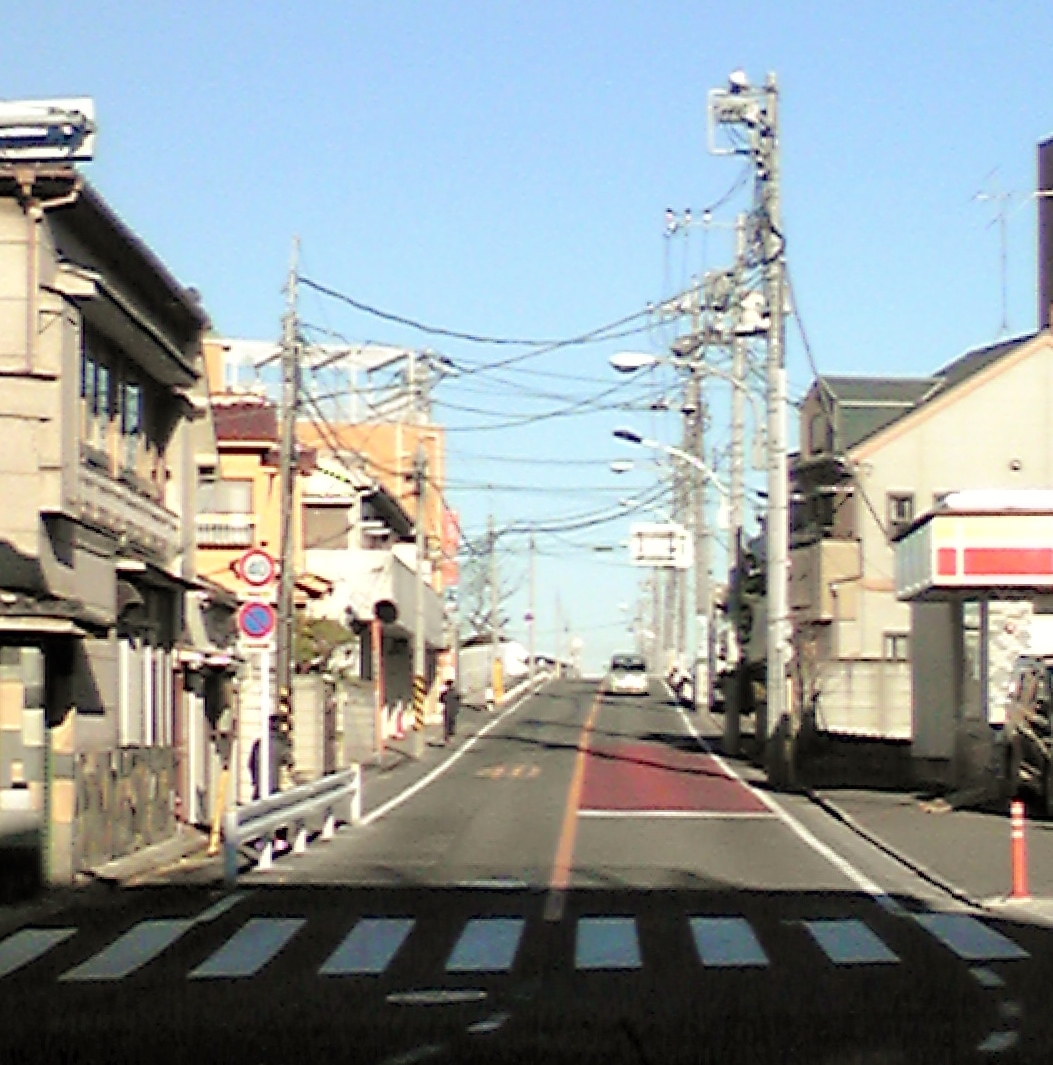
板橋区赤塚新町二丁目

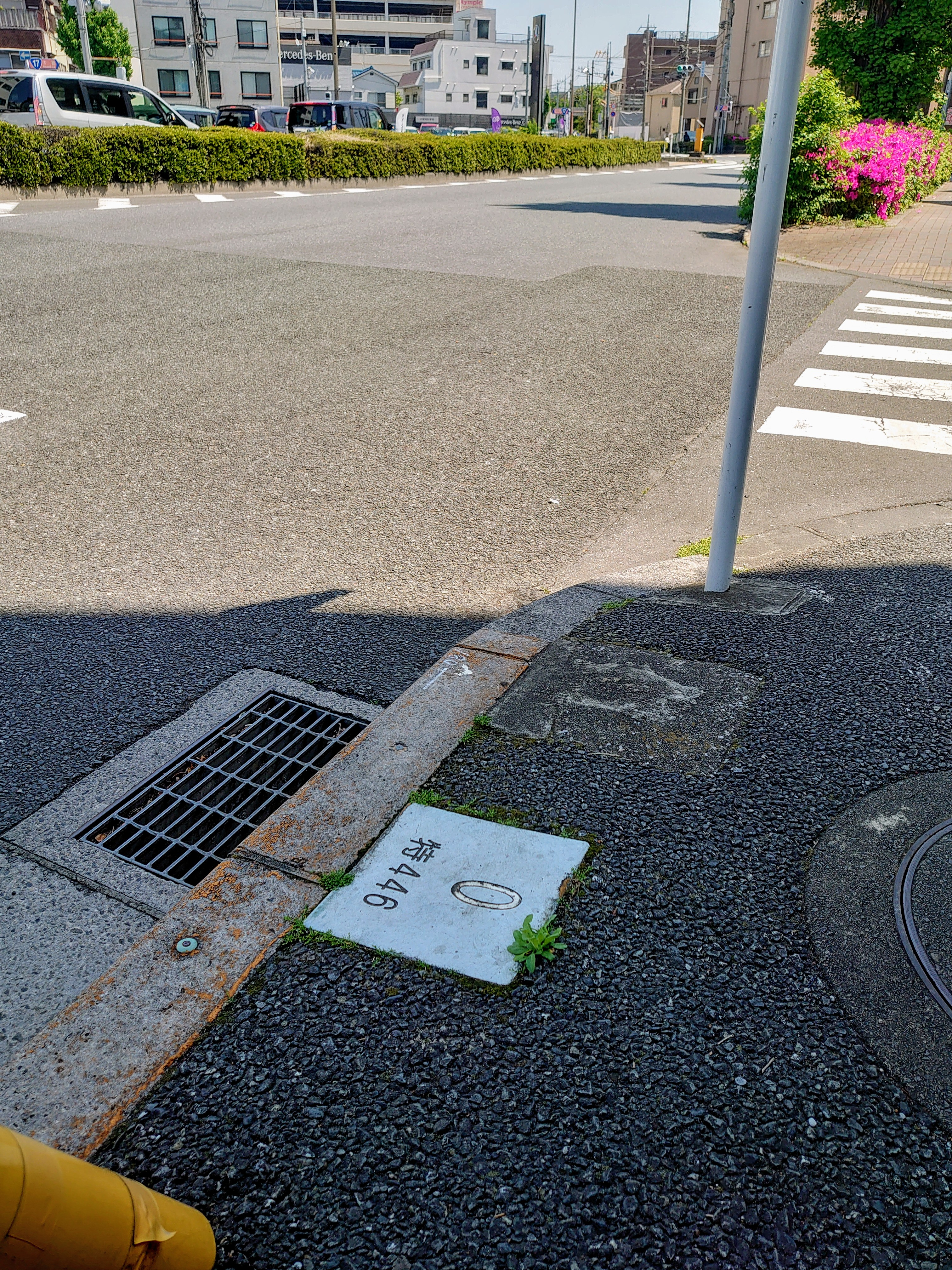
東京都道446号長後赤塚線0キロポスト。志村坂下交差点付近。

東京都道446号長後赤塚線（とうきょうとどう446ごう ちょうごあかつかせん）は、東京都板橋区を走る特例都道。路線名の「長後」は、起点である坂下の旧町名。

## 概要
- 延長：5,973m
- 起点：板橋区坂下一丁目[1]（国道17号交点） ※0キロポストは坂下二丁目の志村坂下交差点に設置されている。
- 終点：板橋区赤塚新町二丁目 成増二丁目交差点（国道254号交点）
- 支線1：西台交差点南～環八高速下交差点　※以前はさらに先の志村PA前の交差点まで指定されていた。志村3丁目に支線番号1の2キロポストがある。
- 支線2：赤塚公園交差点～高島平二丁目交差点（高島平駅駅前）
- 支線3：赤塚公園交差点～首都高速5号池袋線下～国道17号線バイパス（新大宮バイパス）交点
- 支線4：赤塚公園交差点～新四葉交差点先　※新四葉交差点先には支線番号4の4キロポストがある。後述の本線4キロポストとは100mほどしか離れていない。
- 本線：大東大前交差点～不動通りとの交差点　※この区間には「主338」（主要地方道338号線）と記載があるヘクトポストが残っている。
- 旧線：不動通りとの交差点～紅梅小前交差点～新四葉交差点南側　※現在は板橋区道。本線と同様に「主338」のヘクトポストが残っている。 また、支線番号のない本線の4キロポストが赤塚第三中学校前にあるがこれは本線・旧線に対応している。

## 通過する自治体
- 東京都
  - 板橋区

## 通称
- 高島通り（志村坂下交差点 - 西台駅南交差点）
- 松月院通り（しょうげついんどおり・西台交差点 - 成増二丁目交差点）。

## 経路および交差・接続する道路・鉄道路線
| 交差する道路                        | 交差点名   | 所在地 | 所在地 |
| ----------------------------------- | ---------- | ------ | ------ |
| 国道17号（中山道）                  | 志村坂下   | 東京都 | 板橋区 |
| （御成塚通り）                      |            | 東京都 | 板橋区 |
| 都営地下鉄三田線                    | ※立体交差  | 東京都 | 板橋区 |
| 東京都道447号赤羽西台線（高島通り） | 西台駅南   | 東京都 | 板橋区 |
| 東京都道447号赤羽西台線             | 西台       | 東京都 | 板橋区 |
| 国道17号（新大宮バイパス）          | 新四葉     | 東京都 | 板橋区 |
| 東武東上本線                        | ※立体交差  | 東京都 | 板橋区 |
| 国道254号（川越街道）               | 成増二丁目 | 東京都 | 板橋区 |

### 重複区間
- 国道17号
  - 起点 - 志村坂下交差点
- 東京都道447号赤羽西台線
  - 志村坂下交差点 - 西台駅南交差点
  - 西台駅南交差点 - 環八高速下交差点

### 周辺の施設・地理
- 板橋区立志村第三中学校
- 板橋区立志村第六小学校
- 都営地下鉄三田線 蓮根駅 - 西台駅
- 板橋区立西台中学校
- 大東文化大学
- 板橋区立紅梅小学校
- 板橋区立赤塚第三中学校
- 板橋区立赤塚小学校